# Monthiers
Monthiers é uma comuna francesa na região administrativa de Altos da França, no departamento de Aisne. Estende-se por uma área de 7,37 km². Em 2010 a comuna tinha 159 habitantes (densidade: 21,6 hab./km²).